# Ковтонюк Володимир Віталійович
Володимир Віталійович Ковтонюк (нар. 24 серпня 1971) — радянський та український футболіст, захисник та нападник.

## Життєпис
Вихованець ДЮСШ Ізяслава, перший тренер — В. Панчішний. Згодом продовжував навчання в львівській школі-інтернаті спортивного профілю, де займався під керівництвом Я. Дмитрасевича. Дорослу футбольну кар'єру розпочав у 1988 році в хмельницькому «Поділлі», яке виступало в другій лізі чемпіонату СРСР (3 матчі). Наступного року виступав за «Прикарпаття» (Івано-Франківськ) у Другій нижчій лізі СРСР (33 матчі, 3 голи) У 1989 році зіграв 1 поєдинок в другій лізі у футболці львівських СКА «Карпати». Потім грав в аматорському клубі «Карпати» (Кам'янка-Бузька), а також у друголігових «Галичині» (Дрогобич) та СКА (Одеса).
Після здобуття Україною незалежності виступав у тернопільській «Ниві», за яку зіграв 1 матч у кубку України. А вже навесні 1992 року повернувся до івано-франківського «Прикарпаття». Команда отримала право стартувати в першому розіграші чемпіонату України серед клубів Вищої ліги, в якій Володимир дебютував 16 квітня 1992 року в програному (0:4) виїзному поєдинку 9-о туру підгрупи 2 проти луганської «Зорі-МАЛС». Ковтонюк вийшов на поле на 78-й хвилині, замінивши Ігора Мельничука. За підсумками сезону «прикарпатці» вилетіли до першої ліги, де Володимир відіграв першу частину наступного сезону. У складі клубу з Івано-Франківська у чемпіонатах України зіграв 17 матчів (1 гол), ще 1 поєдинок провів у кубку України.
У жовтні 1992 року перейшов до хмельницького «Норд-АМ-ЛТД-Поділля», за яке дебютував 23 жовтня того ж року в переможному (3:0) домашньому поєдинку 16-о туру Першої ліги проти павлоградського «Шахтаря». Володимир вийшов на поле на 55-й хвилині, замінивши Віталія Бугая. Першим голом за «Поділля» відзначився 24 травня 1993 року на 39-й хвилині переможного (3:0) домашнього поєдинку 35-о туру Першої ліги проти миколаївського «Евіса». Ковтонюк вийшов на поле в стартовому складі, а на 75-й хвилині його замінив Михайло Лапідус. У команді відграв понад 3 сезони, за цей час у Першій лізі зіграв 110 матчів та відзначився 8-а голами, ще 5 матчів провів у кубку України. Наприкінці осені 1994 року виступав в оренді у третьоліговому хмельницькому «Адвісі» (7 матчів, 1 гол).
Під час зимової паузи сезону 1995/96 перейшов до «Поліграфтехніки». Дебютував за олександрійців 31 березня того ж року в переможному (2:1) домашньому матчі 23-о туру Першої ліги проти нікопольського «Металурга». Володимир вийшов на поле в стартовому складі, а на 80-й хвилині його замінив Сергій Нікончук. Єдиним голом за «поліграфів» відзначився 18 травня 1996 року на 86-й хвилині переможного (2:1) домашнього поєдинку 35-о туру Першої ліги проти ФК «Львів». Ковтонюк вийшов на поле на 42-й хвилині, замінивши Сергія Нікончука. За другу частину сезону 1995/96 зіграв 15 матчів та відзначився 1 голом у футболці «Роліграфтехніки».
У 1996 році виїхав до Казахстану, де виступав за клуб місцевої Вищої ліги «Батир» (Екібастуз), за який зіграв 5 матчів. Восени 1996 року повернувся в Україну, виступав за житомирський «Хімік» у Першій лізі (8 матчів). Наступного року перейшов до «Вереса». У складі рівненського клубу провів 1 сезон, зіграв 31 матч у Першій лізі, а також 2 поєдинки (2 голи) в кубку України.
З 2002 по 2004 рік захищав кольори клубу 7-ї ліги чемпіонату Німеччини «Фортуна» (Унтеркац). Завершив футбольну кар'єру в 2004 році виступами за яремченські «Карпати», які виступали в аматорському чемпіонаті України. Володимир у цьому турнірі зіграв 5 матчів.